# Roquefort

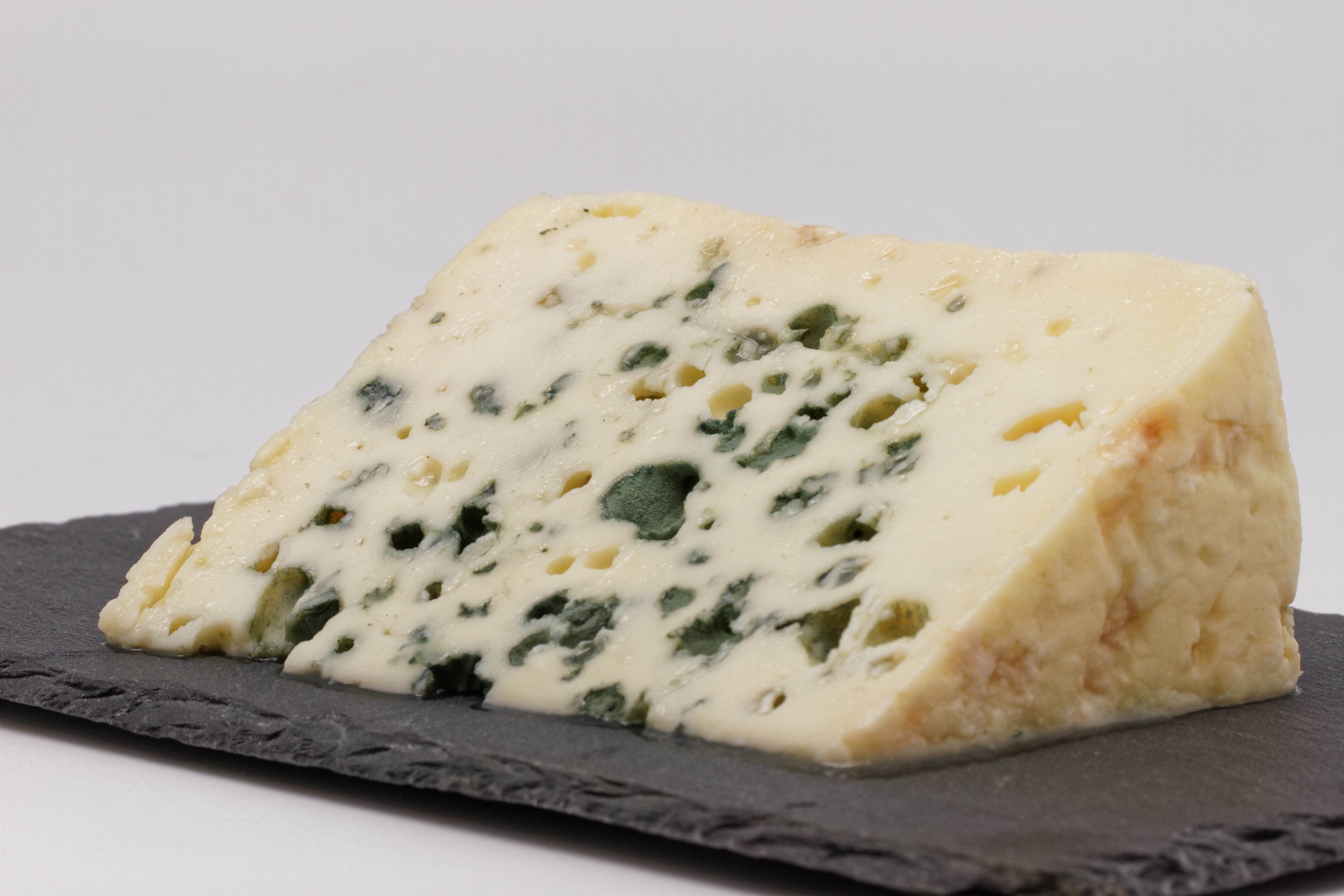
Brânza Roquefort

Roquefortul este o brânză franceză din lapte de oaie, cu pastă cu mucegai. Se produce în sudul Franței și în special în comuna Roquefort-sur-Soulzon, al cărei nume îl poartă. 
Aceasta este produsă din lapte care provine exclusiv de oaie din rasa Lacaune. Laptele este încălzit la 28-34°C, închegat și coagulat, după care coagulul este tăiat, bătut, scurs și pus în forme pentru o a doua scurgere. Formele de brânză sunt sărate și perforate cu ace pentru o bună circulație a aerului, după care sunt maturate. Brânzeturi Roquefort AOP sunt maturate exclusiv în pivnițe specifice pe teritoriul satului Roquefort, denumite „fleurines”. 
Produsul finit se prezintă sub forma unui cilindru, cu greutatea între 2 și 3 kg. Pasta este de culoarea fildeșului, cu mucegai albastru (Penicillium Roqueforti) distribuit uniform. Are un conținut minim de substanță uscată de 55% și un conținut minim de grăsime de 52%.
Roquefortul fost menționat pentru prima dată în secolul al XI-lea. În secolul al XV-lea, regele Carol al VII-lea al Franței le-a acordat monopolul de maturare locuitorilor din Roquefort. În anul 1925, a devenit prima brânză protejată de o denumire de origine controlată (AOC) în Franța. Denumirea a fost extinsă la nivelul internațional în 1951. În prezent, Roquefortul este reglementat de o denumire de origine protejată (AOP) în Uniunea Europeană. Producția de Roquefort AOP era de 19.000 tone în anul 2005.